# Stillahavsädelpapegoja
Stillahavsädelpapegoja (Eclectus infectus) är en utdöd fågel i familjen östpapegojor inom ordningen papegojfåglar. Fågeln beskrevs 2006 från benlämningar funna på tre öar i Tonga i södra Stilla havet. Den kan också ha förekommit i Vanuatu och Fiji.
I Tonga dog fågeln ut cirka 3000 år sedan när människor började kolonisera ögruppen. På ön Vava'u kan den dock ha levt mycket längre. Under Alessandro Malaspinas expedition dit 1793 avbildades en fågel som tros vara stillahavsädelpapegojan.